# 卡瓦爾加島
卡瓦爾加島是美國的島嶼，位於太平洋海域，屬於德拉羅夫群島的一部分，由阿拉斯加州負責管轄，長9公里，最高點海拔高度40米，島上無人居住。